# Palalang
Palalang is een bestuurslaag in het regentschap Pamekasan van de provincie Oost-Java, Indonesië. Palalang telt 1378 inwoners (volkstelling 2010).